# Brucourt
Brucourt é uma comuna francesa na região administrativa da Normandia, no departamento Calvados. Estende-se por uma área de 6,75 km². Em 2010 a comuna tinha 126 habitantes (densidade: 18,7 hab./km²).